# Asiego
Asiego (en asturiano y oficialmente Asiegu) es un núcleo de población de la parroquia de Carreña, en concejo de Cabrales, Principado de Asturias (España).
Está situado a 425 m de altitud, en la cara sur de la sierra de Cuera y al norte del macizo montañoso de los Picos de Europa. Tiene una vista privilegiada sobre el Naranjo de Bulnes o Picu Urriellu, que es un pico calcáreo muy observado de esta cordillera.
Junto a la iglesia dedicada a San Miguel Arcángel, conserva casas de arquitectura tradicional asturiana. Es la zona central de la elaboración tradicional del queso azul denominado de Cabrales y la sidra.
Al oeste de Asiego, cerca de Puertas, nace el Río Bedón o de las Cabras, de 19 kilómetros de longitud.
En 2019 recibió el Premio al Pueblo Ejemplar de Asturias.